# Relações entre China e Mongólia
As relações bilaterais entre a Mongólia e a República Popular da China têm sido determinadas há muito pelas relações entre a China e a União Soviética, outro país vizinho da Mongólia e principal aliado até 1990. Com a aproximação entre a União Soviética e a China no final da década de 1980, as relações sino-mongóis também  começariam a melhorar. Desde a década de 1990, a China tornou-se o maior parceiro comercial da Mongólia e várias empresas chinesas passaram a operar na Mongólia.
Em dezembro de 2016, a China bloqueou sua fronteira com a Mongólia em protesto depois que a Mongólia permitiu que o Dalai Lama visitasse o país, apesar das exigências dos chineses para cancelar a visita, em novembro de 2016.

## História

### Era comunista
A República Popular da China estabeleceu relações diplomáticas com a Mongólia em 16 de outubro de 1949 e ambas as nações assinaram um tratado de fronteira em 1962. Com a cisão sino-soviética, a Mongólia alinhou-se com a União Soviética e pediu o envio de forças soviéticas, levando a preocupações de segurança na China. Como resultado, os laços bilaterais permaneceram tensos até 1984, quando uma delegação chinesa de alto nível visitou a Mongólia e os dois países começaram a examinar e demarcar suas fronteiras. Em 1986, foi assinada uma série de acordos para reforçar o comércio e estabelecer ligações aéreas e de transporte. Em 1988, ambas as nações assinaram um tratado sobre controle de fronteiras. A Mongólia também começou a afirmar uma política mais independente e procurou laços mais amistosos com a China. A Mongólia sempre suspeitou que a China pretendia reivindicar o território mongol e receou que a superpopulação da China transbordasse ao território mongol.

### Período moderno
Na era pós-Guerra Fria, a China tomou grandes medidas para normalizar sua relação com a Mongólia, enfatizando seu respeito pela soberania e independência da Mongólia. Em 1994, o primeiro-ministro chinês Li Peng assinou um tratado de amizade e cooperação. A China tornou-se o maior parceiro comercial da Mongólia e fonte de investimento estrangeiro. O comércio bilateral atingiu 1.13 bilhão de dólares nos primeiros nove meses de 2007, registrando um aumento de 90% em relação a 2006. A China ofereceu-se para permitir o uso de seu porto de Tianjin para dar à Mongólia e seus produtos o acesso ao comércio dentro da região Ásia-Pacífico. A China também expandiu seus investimentos nas indústrias de mineração da Mongólia, dando-lhe acesso aos recursos naturais do país. A Mongólia e a China intensificaram a cooperação na luta contra o terrorismo e no reforço da segurança regional. É provável que a China apoie a adesão da Mongólia ao Diálogo para a Cooperação Asiática (DCA), à Cooperação Econômica Ásia-Pacífico (APEC) e à concessão do estatuto de observador na Organização de Cooperação de Xangai.